# Atletisme als Jocs Olímpics d'Estiu de 2008

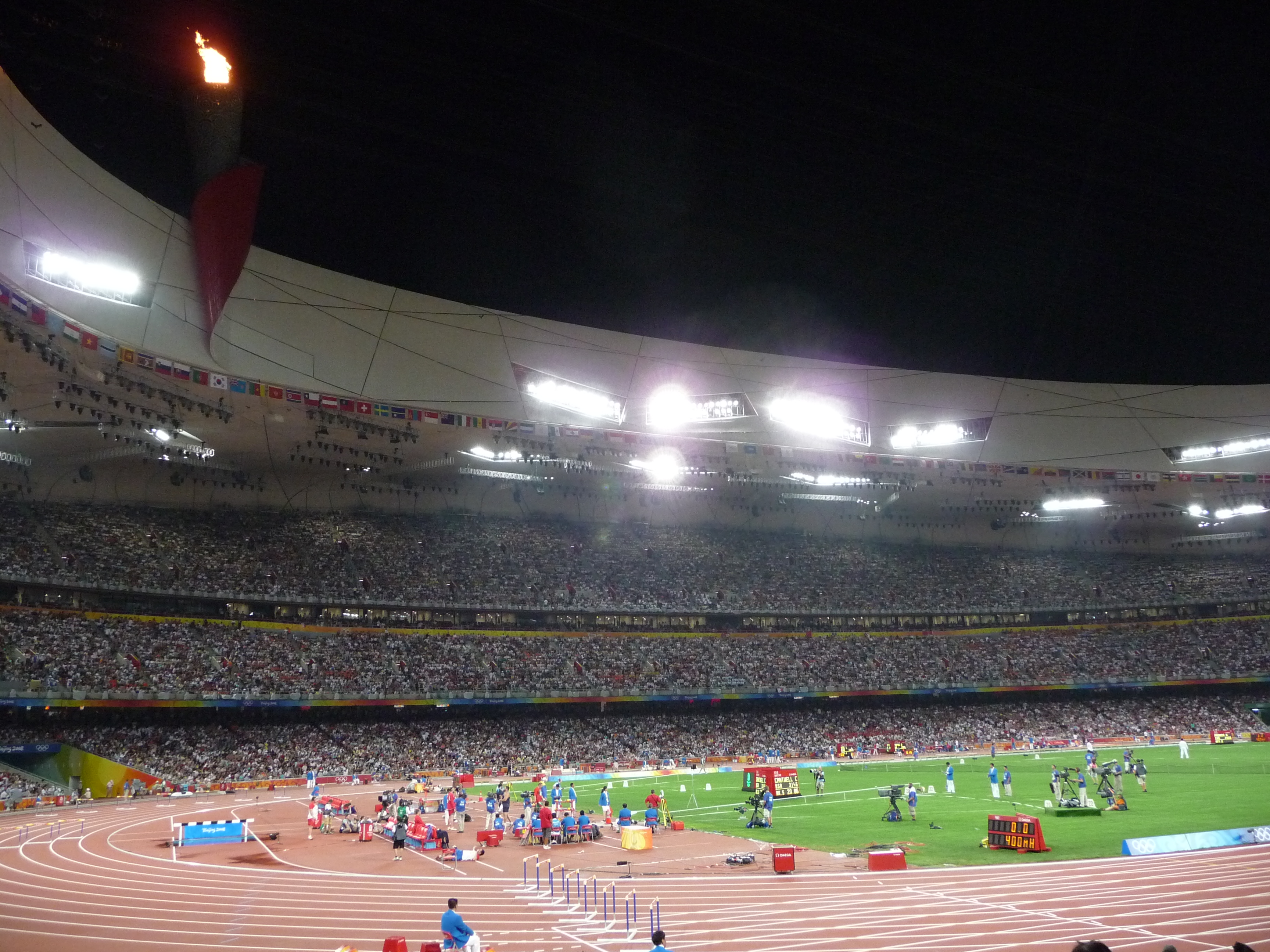
L'Estadi Nacional de Pequín el 16 d'agost de 2008 durant els Jocs.

L'atletisme va ser esport olímpic a Pequín 2008, com ho havia estat en els vint-i-cinc jocs olímpics anteriors. La competició es desenvolupà a l'Estadi Nacional de Pequín durant la segona semana dels Jocs (entre el 15 i el 24 d'agost). L'únic canvi en les proves va ser la introducció dels 3.000 m obstacles en categoria femenina.

## Calendari
La competició d'atletisme es disputà durant els deu darrers dies dels Jocs de Pequín. Tots els dies de competició hi hagué finals, essent la primera el llançament de pes masculí i la darrera, com en cada edició, la marató masculina.

## Resultats

### Dones
| Esdeveniment           | Or | Temps    | Plata | Temps    | Bronze                                                                                                   | Temps    |
| 100 m                  | Shelly-Ann Fraser                                                                                     | 10.78    | Sherone Simpson · Kerron Stewart                                                                                               | 10.98    | no s'atorgà                                                                                              |          |
| 200 m                  | Veronica Campbell-Brown                                                                               | 21.74    | Allyson Felix | 21.93    | Kerron Stewart                                                                                           | 22.00    |
| 400 m                  | Christine Ohuruogu                                                                                    | 49.62    | Shericka Williams | 49.69    | Sanya Richards                                                                                           | 49.93    |
| 800 m                  | Pamela Jelimo                                                                                         | 1:54.87  | Janeth Jepkosqei Busienei | 1:56.07  | Hasna Benhassi                                                                                           | 1:56.73  |
| 1.500 m                | Nancy Jebet Langat                                                                                    | 4:00.23  | Irina Lisxinska | 4:01.63  | Natalia Tobias                                                                                           | 4:01.78  |
| 5.000 m                | Tirunesh Dibaba                                                                                       | 15:41.40 | Elvan Abeylegesse | 15:42.74 | Meseret Defar                                                                                            | 15:44.12 |
| 10.000 m               | Tirunesh Dibaba                                                                                       | 29:54.66 | Elvan Abeylegesse | 29:56.34 | Shalane Flanagan                                                                                         | 30:22.22 |
| 100 m tanques          | Dawn Harper                                                                                           | 12.54    | Sally McLellan | 12.64    | Priscilla Lopes-Shcliep                                                                                  | 12.64    |
| 400 m tanques          | Melaine Walker                                                                                        | 52.64    | Sheena Tosta | 53.70    | Tasha Danvers                                                                                            | 53.84    |
| 3.000 m obstacles      | Gulnara Galkina-Samitova                                                                              | 8:58.81  | Eunice Jepkorir | 9:07.41  | Iekaterina Volkova                                                                                       | 9:07.64  |
| 20 km marxa            | Olga Kaniskina                                                                                        | 1:26:31  | Kjersti Tysse Platzer | 1:27:07  | Elisa Rigaudo                                                                                            | 1:27:12  |
| Marató                 | Constantina Tomescu                                                                                   | 2:26:44  | Catherine Ndereba | 2:27:06  | Zhou Chunxiu                                                                                             | 2:27:07  |
| 4x100 m                | Rússia · Ievgenia Poliakova · Aleksandra Fedoriva · Iulia Gusxina · Iulia Txermoxanskaia              | 42.31    | Bèlgica · Olivia Borlee · Hanna Marien · Elodie Ouedraogo · Kim Gevaert                                                        | 42.54    | Nigèria · Franca Idoko · Gloria Kemasuode · Halimat Ismaila · Oludamola Osayomi · Agnes Osazuwa*         | 43.04    |
| 4x400 m                | Estats Units · Mary Wineberg · Allyson Felix · Monique Henderson · Sanya Richards · Natasha Hastings* | 3:18.54  | Rússia · Iulia Gusxina · Liudmila Litvinova · Tatiana Firova · Anastasia Kapatxinskaia · Ielena Migunova* · Tatiana Vexkurova* | 3:18.82  | Jamaica · Shericka Williams · Shereefa Lloyd · Rosemarie Whyte · Novelene Williams · Bobby-Gaye Wilkins* | 3:20.40  |
| Salt d'alçada          | Tia Hellebaut                                                                                         | 2'05     | Blanka Vlasic | 2'05     | Anna Txitxerova                                                                                          | 2'03     |
| Salt de llargada       | Maurren Higa Maggi                                                                                    | 7'04     | Tatiana Lébedeva | 7'03     | Blassing Okagbare                                                                                        | 6'91     |
| Triple salt            | Françoise Mbango Etone                                                                                | 15'39    | Tatiana Lébedeva | 15'32    | Crisopigí Devetzi                                                                                        | 15'23    |
| Salt amb perxa         | Ielena Issinbàieva                                                                                    | 5'05     | Jennifer Stuczynski | 4'80     | Svetlana Feofanova                                                                                       | 4'75     |
| Llançament de pes      | Valerie Vili                                                                                          | 20'56    | Natallia Mikhnevitx | 20'28    | Nadzeia Astaptxuk                                                                                        | 19'86    |
| Llançament de disc     | Stephanie Brown Trafton                                                                               | 64'74    | Yarelys Barrios | 63'64    | Olena Antonova                                                                                           | 62'59    |
| Llançament de martell  | Aksana Miankova                                                                                       | 76'34    | Yipsi Moreno | 75'20    | Zhang Wenxiu                                                                                             | 74'32    |
| Llançament de javelina | Barbora Spotakova                                                                                     | 71'42    | Maria Abakumova | 70'78    | Christina Obergfoll                                                                                      | 66'13    |
| Heptatló               | Natalia Dobrinska                                                                                     | 6733     | Hyleas Fountain | 6619     | Tatiana Txernova                                                                                         | 6591     |

*Atletes que participaren en les rondes prèvies i van rebre medalles.
Liudmila Blonska guanyà originàriament la medalla d'argent a l'heptatló, però donà positiu per metiltestosterona i fou desqualificada.

### Homes
| Esdeveniment           | Or | Temps        | Plata | Temps    | Bronze                                                                        | Temps    |
| 100 m                  | Usain Bolt | 9.69(WR)     | Richard Thompson                                                                                                | 9.89     | Walter Dix                                                                    | 9.91     |
| 200 m                  | Usain Bolt | 19.32(WR)    | Shawn Crawford                                                                                                  | 19.96    | Walter Dix                                                                    | 19.98    |
| 400 m                  | LaShawn Merritt | 43.75        | Jeremy Wariner                                                                                                  | 44.74    | David Neville                                                                 | 44.80    |
| 800 m                  | Wilfred Bungei | 1:44.65      | Ismail Ahmed Ismail                                                                                             | 1:44.70  | Alfred Kirwa Yego                                                             | 1:44.82  |
| 1.500 m                | Rashid Ramzi | 3:32.94      | Asbel Kipruto Kiprop                                                                                            | 3:33.11  | Nicholas Willis                                                               | 3:34.16  |
| 5.000 m                | Kenenisa Bekele | 12:57.82(OR) | Eliud Kipchoge                                                                                                  | 13:02.80 | Edwin Cheruiyot Soi                                                           | 13:06.22 |
| 10.000 m               | Kenenisa Bekele | 27:01.17(OR) | Sileshi Sihine                                                                                                  | 27:02.77 | Micah Kogo                                                                    | 27:04.11 |
| 110 m tanques          | Dayron Robles | 12.93        | David Payne | 13.17    | David Oliver                                                                  | 13.18    |
| 400 m tanques          | Angelo Taylor | 47.25        | Kerron Clement                                                                                                  | 47.98    | Bershawn Jackson                                                              | 48.06    |
| 3.000 m obstacles      | Brimin Kiprop | 8:10.34      | Mahiedine Mekhissi                                                                                              | 8:10.49  | Richard Kipkemboi Mateelong                                                   | 8:11.01  |
| 20 km marxa            | Valeri Bortxin | 1:19:01      | Jefferson Perez                                                                                                 | 1:19:15  | Jared Tallent                                                                 | 1:19:42  |
| 50 km marcha           | Alex Schwazer | 3:37:09(OR)  | Jared Tallent                                                                                                   | 3:39:27  | Denis Nijegorodov                                                             | 3:40:14  |
| Marató                 | Samuel Kamau Wansiru | 2:06:32(OR)  | Jaouad Gharib                                                                                                   | 2:07:16  | Tsegay Kebede                                                                 | 2:10:00  |
| 4x100 m                | Jamaica · Nesta Carter · Michael Frater · Usain Bolt · Asafa Powell · Dwight Thomas*                                    | 37.10(WR)    | Trinitat i Tobago · Keston Bledman · Marc Burns · Emmanuel Callender · Richard Thompson · Aaron Armstrong*      | 38.06    | Japó · Naoki Tsukahara · Shingo Suetsugu · Shinji Takahira · Nobuharu Asahara | 38.15    |
| 4x400 m                | Estats Units · LaShawn Merritt · Angelo Taylor · David Neville · Jeremy Wariner · Kerron Clement* · Reggie Witherspoon* | 2:55.39(OR)  | Bahames · Andretti Bain · Michael Mathieu · Andrae Williams · Christopher Brown · Avard Moncur* · Ramon Miller* | 2:58.03  | Rússia · Maksim Dildin · Vladislav Frolov · Anton Kokorin · Denis Alexeiev    | 2:58.06  |
| Salt d'alçada          | Andrei Silnov | 2'36         | Germaine Mason                                                                                                  | 2'34     | Iaroslav Ribakov                                                              | 2'34     |
| Salt de llargada       | Irving Jahir Saladino                                                                                                   | 8'34         | Khotso Mokoena                                                                                                  | 8'24     | Ibrahim Camejo                                                                | 8'20     |
| Triple salt            | Nelson Evora | 17'67        | Phillips Idowu                                                                                                  | 17'62    | Leevan Sands                                                                  | 17'59    |
| Salt amb perxa         | Steve Hooker | 5'96(OR)     | Ievgeni Lukianenko                                                                                              | 5'85     | Denys Yurchenko                                                               | 5'70     |
| Llançament de pes      | Tomasz Majewski | 21'51        | Christian Cantwell                                                                                              | 21'09    | Andrei Mikhnevitx                                                             | 21'05    |
| Llançament de disc     | Gerd Kanter | 68'82        | Piotr Malachowski                                                                                               | 67'82    | Virgilijus Alekna                                                             | 67'79    |
| Llançament de martell  | Primoz Kozmus | 82'02        | Krisztián Pars                                                                                                  | 80'96    | Koji Murofushi                                                                | 80'71    |
| Llançament de javelina | Andreas Thorkildsen | 90'57(OR)    | Ainars Kovals                                                                                                   | 86'64    | Tero Pitkamaki                                                                | 86'16    |
| Decatló                | Bryan Clay | 8791         | Andrei Krauchanka                                                                                               | 8551     | Leonel Suarez                                                                 | 8527     |

Llegenda: rm = rècord mundial; ro = rècord olímpic; rc = rècord continental; rn= rècord nacional.
*Atletes que participaren en les rondes prèvies i van rebre medalles.
Churandy Martina i Wallace Spearmon van quedar segon i tercer, respectivament, a la final dels 200 m, però tots dos foren eliminats per trepitjar la línia. Posteriorment se li va permetre al velocista antillà conservar la medalla de plata, encara que el comitè estatunidenc va presentar una protesta, per tal de tindre dos atletes (Shawn Crawford i Walter Dix) al podi. Finalment els dos corredors nord-americans figuren com guanyadors de les medalles, tot i que Crawford li la va tornar a Martina la d'argent dies després dels Jocs.
Vadim Deviatovski i Ivan Tsikhan guanyaren les medalles d'argent i bronze al llançament de martell, però foren desqualificats en donar positiu per testosterona.

## Medaller
| Pos. | Comitè Olímpic    | Or | Plata | Bronze | Total |
| 1    | Estats Units      | 7  | 9     | 7      | 23    |
| 2    | Rússia            | 6  | 5     | 7      | 18    |
| 3    | Jamaica           | 6  | 3     | 2      | 11    |
| 4    | Kenya             | 5  | 5     | 4      | 14    |
| 5    | Etiòpia           | 4  | 1     | 2      | 7     |
| 6    | Belarús           | 1  | 2     | 2      | 5     |
| 6    | Cuba              | 1  | 2     | 2      | 5     |
| 8    | Austràlia         | 1  | 2     | 1      | 4     |
| 8    | Regne Unit        | 1  | 2     | 1      | 4     |
| 10   | Ucraïna           | 1  | 1     | 3      | 5     |
| 11   | Bèlgica           | 1  | 1     | 0      | 2     |
| 11   | Noruega           | 1  | 1     | 0      | 2     |
| 11   | Polònia           | 1  | 1     | 0      | 2     |
| 14   | Itàlia            | 1  | 0     | 1      | 2     |
| 14   | Nova Zelanda      | 1  | 0     | 1      | 2     |
| 16   | Bahrain           | 1  | 0     | 0      | 1     |
| 16   | Brasil            | 1  | 0     | 0      | 1     |
| 16   | Camerun           | 1  | 0     | 0      | 1     |
| 16   | Txèquia           | 1  | 0     | 0      | 1     |
| 16   | Eslovènia         | 1  | 0     | 0      | 1     |
| 16   | Estònia           | 1  | 0     | 0      | 1     |
| 16   | Panamà            | 1  | 0     | 0      | 1     |
| 16   | Portugal          | 1  | 0     | 0      | 1     |
| 16   | Romania           | 1  | 0     | 0      | 1     |
| 25   | Trinitat i Tobago | 0  | 2     | 0      | 2     |
| 25   | Turquia           | 0  | 2     | 0      | 2     |
| 27   | Marroc            | 0  | 1     | 1      | 2     |
| 27   | Bahames           | 0  | 1     | 1      | 2     |
| 29   | Croàcia           | 0  | 1     | 0      | 1     |
| 29   | Equador           | 0  | 1     | 0      | 1     |
| 29   | França            | 0  | 1     | 0      | 1     |
| 29   | Hongria           | 0  | 1     | 0      | 1     |
| 29   | Letònia           | 0  | 1     | 0      | 1     |
| 29   | Sud-àfrica        | 0  | 1     | 0      | 1     |
| 29   | Sudan             | 0  | 1     | 0      | 1     |
| 36   | R.P. de la Xina   | 0  | 0     | 2      | 2     |
| 36   | Japó              | 0  | 0     | 2      | 2     |
| 36   | Nigèria           | 0  | 0     | 2      | 2     |
| 39   | Canadà            | 0  | 0     | 1      | 1     |
| 39   | Finlàndia         | 0  | 0     | 1      | 1     |
| 39   | Alemanya          | 0  | 0     | 1      | 1     |
| 39   | Grècia            | 0  | 0     | 1      | 1     |
| 39   | Lituània          | 0  | 0     | 1      | 1     |